# Sokho
Sokho (שוכה ou שכה dans la Bible hébraïque, שוכו dans la littérature talmudique) est le nom de plusieurs villes de l'Israël antique mentionnées dans le Tanakh, par Hazal ou par d'autres sources.
L'une de ces villes se situe dans les monts de Hébron, dans un tel connu aujourd'hui sous le nom de khirbet Shuwaiqa. Une deuxième, plus célèbre, se situe dans la vallée d'Elah en Israël. Une autre ville du nom de Sokho mentionnée dans la Bible se situe dans la vallée de Hefer, entre Netanya et Hadera.
Dans le livre de Josué, Sokho (dans la vallée d'Elah) relève de la tribu de Juda (Josué 15:35). 
Dans le Premier livre de Samuel, les Philistins y établissent leur camp lors du combat entre David et Goliath. Dans le Premier livre des Rois, Sokho est l'une des villes gouvernées par l'un des douze intendants représentant le roi Salomon. 
Antigone de Sokho, mentionné dans les Pirke Avot et dans le traité Avot deRabbi Nathan, vient, semble-t-il, de Sokho dans la région de Hébron. À l'époque byzantine, Eusèbe de Césarée cite un lieu du nom de Sokho entre Bet Guvrin et Jérusalem. Cette ville apparaît dans la mosaïque de Madaba (Σωκω).
Sokho est l'un des quatre lieux apparaissant sur les sceaux LMLK (avec Hébron, Ziph et MMST). Les sceaux LMLK sont des sceaux imprimés sur des anses des jarres de stockage datant de l'Age du Fer. Une des hypothèses traditionnelles est que ces quatre lieux étaient des places fortes du royaume d'Ezechias où étaient rassemblées des provisions en cas d'attaque du royaume. Autour du tel lui-même, on a trouvé 13 sceaux.
Aujourd'hui, Sokho dans la vallée d'Elah est connue pour être couverte de lupins.